# Ровеньки (Днепропетровская область)
Ровеньки (укр. Ровеньки) — село,
Пальмировский сельский совет,
Пятихатский район,
Днепропетровская область,
Украина.
Код КОАТУУ — 1224584815. Население по переписи 2001 года составляло 33 человека .

## Географическое положение
Село Ровеньки примыкает к селу Григоровка.
По селу протекает пересыхающий ручей с запрудой.